# Боријер
Боријер (фр. Beaurières) је насељено место у Француској у региону Рона-Алпи, у департману Дром.
По подацима из 2011. године у општини је живело 85 становника, а густина насељености је износила 3,46 становника/km².

## Демографија
| 1962. | 1968. | 1975. | 1982. | 1990. | 2011. |
| ----- | ----- | ----- | ----- | ----- | ----- |
| 143   | 160   | 101   | 114   | 97    | 85    |